# Campionati del mondo di atletica leggera 2011 - Staffetta 4×400 metri maschile
La staffetta 4×400 metri maschile ai campionati del mondo di atletica leggera 2011 si è tenuta il 1º e 2 settembre. Il tempo di qualificazione al mondiale era di 3'04"00.

## Risultati

### Batterie
Vanno in finale i primi 3 di ogni batteria e i migliori 2 tempi.
| Pos | Batt. | Nazione           | Nomi                                                                             | Tempo   | Note                                     |
| --- | ----- | ----------------- | -------------------------------------------------------------------------------- | ------- | ---------------------------------------- |
| 1   | 1     | Stati Uniti       | Greg Nixon, Jamaal Torrance, Michael Berry, LaShawn Merritt                      | 2'58"82 | Q                                        |
| 2   | 1     | Giamaica          | Allodin Fothergill, Riker Hylton, Lansford Spence, Leford Green                  | 2'59"13 | Q                                        |
| 3   | 1     | Sudafrica         | Oscar Pistorius, Ofentse Mogawane, Willem de Beer, Shane Victor                  | 2'59"21 | Q                                        |
| 4   | 1     | Gran Bretagna     | Richard Strachan, Nigel Levine, Christopher Clarke, Martyn Rooney                | 3'00"38 | q                                        |
| 5   | 1     | Germania          | Jonas Plass, Kamghe Gaba, Eric Krüger, Thomas Schneider                          | 3'00"68 | q                                        |
| 6   | 2     | Belgio            | Antoine Gillet, Jonathan Borlée, Nils Duerinck, Kévin Borlée                     | 3'00"71 | Q                                        |
| 7   | 2     | Kenya             | Vincent Kiplangat Kosgei, Anderson Mureta Mutegi, Vincent Mumo Kiilu, Mark Mutai | 3'00"97 | Q                                        |
| 8   | 2     | Bahamas           | Ramon Miller, Avard Moncur, Andrae Williams, LaToy Williams                      | 3'01"54 |                                          |
| 9   | 2     | Australia         | Ben Offereins, Tristan Thomas, Steven Solomon, Sean Wroe                         | 3'01"56 | Miglior prestazione personale stagionale |
| 10  | 2     | Polonia           | Kacper Kozłowski, Piotr Wiaderek, Jakub Krzewina, Marcin Marciniszyn             | 3'01"84 | Miglior prestazione personale stagionale |
| 11  | 1     | Trinidad e Tobago | Zwede Hewitt, Jarrin Solomon, Deon Lendore, Renny Quow                           | 3'02"47 |                                          |
| 12  | 1     | Giappone          | Kei Takase, Yuzo Kanemaru, Yusuke Ishitsuka, Hideyuki Hirose                     | 3'02"64 | Miglior prestazione personale stagionale |
| 13  | 2     | Francia           | Nicolas Fillon, Teddy Venel, Mamoudou Hanne, Yoann Décimus                       | 3'03"68 |                                          |
| 14  | 1     | Corea del Sud     | Park Bong-Go, Lim Chan-Ho, Lee Jun, Seong Hyeok-Je                               | 3'04"05 | Record nazionale                         |
| 15  | 2     | Arabia Saudita    | Ismail Al-Sabani, Yousef Masrahi, Hamed Al-Bishi, Mohammed Al-Salhi              | 3'05"65 | Miglior prestazione personale stagionale |
|     | 3     | Russia            | Maksim Dyldin, Konstantin Svechkar, Pavel Trenichin, Denis Alekseev              | dq      |                                          |

### Finale
| Pos | Corsia | Nazione       | Nomi                                                                             | Tempo   | Note                                     |
| --- | ------ | ------------- | -------------------------------------------------------------------------------- | ------- | ---------------------------------------- |
| 1   | 5      | Stati Uniti   | Greg Nixon, Bershawn Jackson, Angelo Taylor, LaShawn Merritt                     | 2'59"31 |                                          |
| 2   | 8      | Sudafrica     | Shane Victor, Ofentse Mogawane, Willem de Beer, L.J. van Zyl                     | 2'59"87 |                                          |
| 3   | 4      | Giamaica      | Allodin Fothergill, Jermaine Gonzales, Riker Hylton, Leford Green                | 3'00"10 |                                          |
| 4   | 6      | Belgio        | Jonathan Borlée, Antoine Gillet, Nils Duerinck, Kévin Borlée                     | 3'00"41 | Miglior prestazione personale stagionale |
| 5   | 7      | Kenya         | Vincent Kiplangat Kosgei, Vincent Mumo Kiilu, Anderson Mureta Mutegi, Mark Mutai | 3'01"15 |                                          |
| 6   | 1      | Gran Bretagna | Richard Strachan, Nigel Levine, Christopher Clarke, Martyn Rooney                | 3'01"16 |                                          |
| 7   | 2      | Germania      | Jonas Plass, Kamghe Gaba, Miguel Rigau, Thomas Schneider                         | 3'01"37 |                                          |
|     | 3      | Russia        | Maksim Dyldin, Konstantin Svechkar, Pavel Trenichin, Denis Alekseev              | dq      |                                          |